# CDKN3
CDKN3 (англ. Cyclin dependent kinase inhibitor 3) – білок, який кодується однойменним геном, розташованим у людей на короткому плечі 14-ї хромосоми. Довжина поліпептидного ланцюга білка становить 212 амінокислот, а молекулярна маса — 23 805.
| 10         |  | 20         |  | 30         |  | 40         |  | 50         |
| ---------- |  | ---------- |  | ---------- |  | ---------- |  | ---------- |
| MKPPSSIQTS |  | EFDSSDEEPI |  | EDEQTPIHIS |  | WLSLSRVNCS |  | QFLGLCALPG |
| CKFKDVRRNV |  | QKDTEELKSC |  | GIQDIFVFCT |  | RGELSKYRVP |  | NLLDLYQQCG |
| IITHHHPIAD |  | GGTPDIASCC |  | EIMEELTTCL |  | KNYRKTLIHC |  | YGGLGRSCLV |
| AACLLLYLSD |  | TISPEQAIDS |  | LRDLRGSGAI |  | QTIKQYNYLH |  | EFRDKLAAHL |
| SSRDSQSRSV |  | SR         |  |            |  |            |  |            |

A: Аланін

C: Цистеїн

D: Аспарагінова кислота

E: Глутамінова кислота

F: Фенілаланін

G: Гліцин

H: Гістидин

I: Ізолейцин

K: Лізин

L: Лейцин

M: Метіонін

N: Аспарагін

P: Пролін

Q: Глутамін

R: Аргінін

S: Серин

T: Треонін

V: Валін

W: Триптофан

Кодований геном білок за функціями належить до гідролаз, протеїн-фосфатаз. 
Задіяний у таких біологічних процесах, як клітинний цикл, альтернативний сплайсинг. 
Локалізований у цитоплазмі.